# Списък на римските войни
Този списък включва войните, водени от на Римското царство, Римската република и Римската империя, подредени по дати.

## 5 век пр.н.е.
- Първа латинска война (493 пр.н.е.)

## 4 век пр.н.е.
- Първа самнитска война (343 – 341 пр.н.е.)
- Втора латинска война (340 – 338 пр.н.е.)
- Втора самнитска война (327 – 304 пр.н.е.)

## 3 век пр.н.е.
- Трета самнитска война (298 – 290 пр.н.е.)
- Първа пуническа война (264 – 241 пр.н.е.)
- Първа илирийска война (229 – 228 пр.н.е.)
- Втора пуническа война (219 – 201 пр.н.е.)
- Втора илирийска война (219 пр.н.е.)
- Първа македонска война (215 – 205 пр.н.е.)

## 2 век пр.н.е.
- Втора македонска война (200 – 196 пр.н.е.)
- Спартанска война (195 пр.н.е.)
- Сирийска война (192 пр.н.е. – 188 пр.н.е.)
- Етолийска война (191 – 189 пр.н.е.)
- Първа келтиберска война (181 – 179 пр.н.е.)
- Трета македонска война (171 – 168 пр.н.е.)
- Лузитанска война (155 – 139 пр.н.е.)
- Първа нумантинска война/Втора келтиберска война (154 – 151 пр.н.е.)
- Четвърта Македонска война (150 – 148 пр.н.е.)
- Трета пуническа война (149 – 146 пр.н.е.)
- Втора нумантинска война|/Трета келтиберска война (143 – 133 пр.н.е.)
- Първо робско въстание (135 – 132 пр.н.е.)
- Кимврийска война (113 – 101 пр.н.е.)
- Югуртинска война (112 – 105 пр.н.е.)
- Второ робско въстание (104 – 101 пр.н.е.)

## 1 век пр.н.е.
- Римо-Персийски войни (92 пр.н.е.-627)
- Съюзническа война (91 – 88 пр.н.е.)
- Първа Митридатова война (90 – 85 пр.н.е.)
- Първа гражданска война на Сула (88 – 87 пр.н.е.)
- Втора Митридатова война (83 – 82 пр.н.е.)
- Въстание на Серторий в Испания (83 – 81 пр.н.е.)
- Гражданска война на Марий и Сула (82 – 81 пр.н.е.)
- Трета Митридатова война (75 – 65 пр.н.е.)
- Въстание на Спартак (74 – 71 пр.н.е.)
- Катилинска гражданска война (63 – 62 пр.н.е.)
- Галски войни (59 – 51 пр.н.е.)
- Гражданска война на Цезар и Помпей (49 – 45 пр.н.е.)
- Сицилианска гражданска война (44 – 36 пр.н.е.)
  - Битка при Миле (36 пр.н.е.)
  - Битка при Наулох (36 пр.н.е.)
- Освободителна гражданска война (43 – 42 пр.н.е.)
  - Битка при Форум Галорум (43 пр.н.е.)
  - Мутинска война (43 пр.н.е.)
  - Битка при Филипи (42 пр.н.е.)
- Перузинска война (41 – 40 пр.н.е.)
- Римско завоевание на Илирия (35 пр.н.е.)
- Война между Октавиан и Антоний (32 – 30 пр.н.е.)
  - Битка при Акциум (2 септември 31 пр.н.е.)
- Кампания на Август в Африка и Арабия (30 пр.н.е.)
- Кантабрийска война (29 – 19 пр.н.е.)
  - Обсада на Аракил (25 пр.н.е.)
- Алпийски походи на Август (25 пр.н.е.)
- Римско завоевание Мизия и Тракия (17 пр.н.е.)
- Разгромът на Лолиан (16 пр.н.е.)
- Битка при Лупия (11 пр.н.е.)

## 1 век
- Панонско въстание (9)
- Битка в Тевтобургската гора (9)
- Битка при река Везер (16)
- Битка на Ангриварийския вал (16)
- Римско завладяване на Британия (43)
- Битка на Уотлингския път (61)
- Първо еврейско въстание (66 – 73)
- Батавско въстание (69 – 70)
- Битка при Форум Юлии (69)
- Първа битка при Бедриакум (14 април 69)
- Втора битка при Бедриакум (24 октомври 69)
- Битка при Монс Грапиус (83/84)
- Първа битка при Тапе (89)

## 2 век
- Първа война с даките (101 – 102)
  - Втора битка при Тапе (101/102)
- Втора война с даките (105 – 106)
- Вавилонски бунт (115 – 117)
- Битка на Тигрис (115)
- Въстание на Бар Кохба (132 – 135)
- Битка при Дура Европос (163)
- Маркоманска война (166 – 180)
- Битка на Дунав (175)
- Втора битка при Исус (193)
- Битка при Лугдунум (197)

### 3 век
- Битка при Нисибис (217)
- Битка на Харцхорн (235)

- Битка при Ресаина (242)
- Битка при Месиче (244)
- Битка при Филипополис (250)
- Битка при Терни (май 251)
- Битка при Абритус (юни 251)
- Битка при Едеса (260)
- Битка при Августа Винделикорум (260)
- Битка при Сердика (261)
- Битка при Лакус Бенакус (268)
- Битка при Найсус (269)
- Битка при Плаценция (271)
- Битка при Павия (271)
- Битка при Емеса (272)

## 4 век
- Готска война (376-382)

## 5 век
- Персийско-византийска война 420-422